# آدراداس

مکان آدراداس در استان سوریا

آدراداس یک شهر کوچک از استان سریا از بخش کاستیا-لئون در اسپانیا است. طبق سرشماری در سال ۲۰۰۴ آدراداس شامل ۸۶ ساکن بوده‌است.